# Amnirana longipes
Amnirana longipes là một loài ếch trong họ Ranidae.
Nó là loài đặc hữu của Cameroon.
Các môi trường sống tự nhiên của chúng là các khu rừng ẩm ướt đất thấp nhiệt đới hoặc cận nhiệt đới, các khu rừng vùng núi ẩm nhiệt đới hoặc cận nhiệt đới, xavan ẩm, đồng cỏ ở cao nhiệt đới hoặc cận nhiệt đới, và sông.
Nó bị đe dọa do mất môi trường sống.

## Hình ảnh

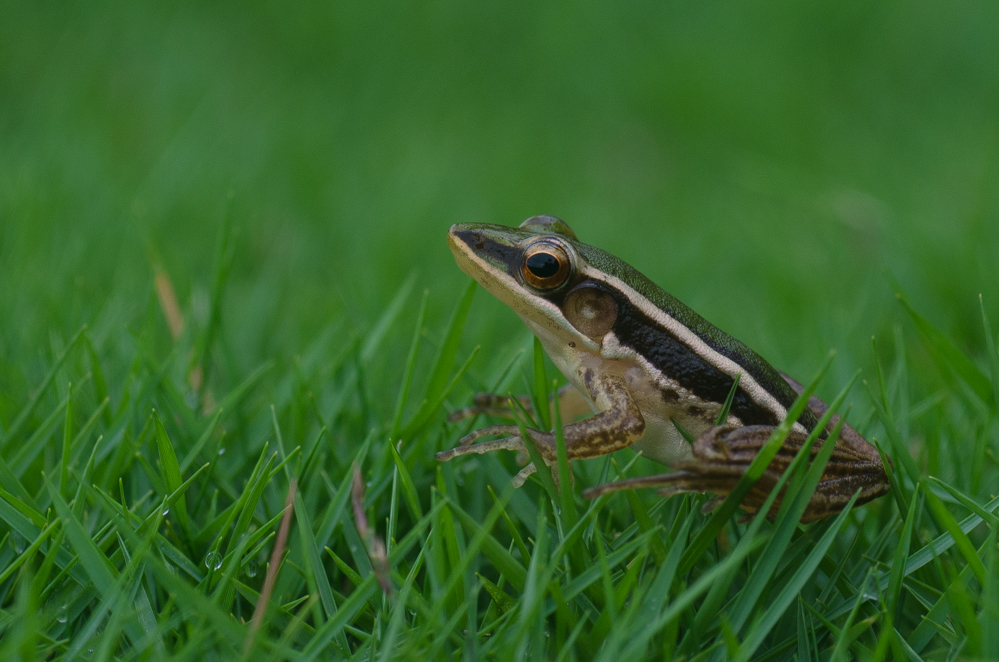